# Josep Pedrerol Alonso
Josep Pedrerol Alonso (Barcelona, 10 de setembre de 1965) és un periodista esportiu català.
Llicenciat en Ciències de la Informació, inicia els seus primers passos en diverses emissores locals de ràdio abans d'anar a parar a Ràdio Barcelona de la Cadena SER amb 19 anys. Després de treballar en els serveis informatius, dirigeix i presenta el programa Area de gol i Carrusel Catalunya en aquesta emissora, a més d'intervenir a Carrusel Deportivo a nivell estatal.
Amb l'estrena de Canal Plus s'incorpora a la redacció d'esports a Madrid i participa en les retransmissions dels partits de futbol realitzant entrevistes. Durant vuit anys presenta El Día Antes i El día después, els programes estrella del canal de pagament, al costat de Michael Robinson.
Des de març de 2003 fa compatible la seva labor a Canal Plus amb el programa esportiu En La Banda al costat de Joaquín Ramos Marcos. L'any 2004 decideix abandonar Canal Plus, on havia passat 14 anys.
Josep Pedrerol va treballar des del 5 de setembre de 2004 a Punto Radio on presentava, al costat de Joaquín Ramos Marcos, El Mirador del deporte cada nit a les dotze de la nit i on, des de la temporada 2005/2006, va conduir a més La liga viva. Durant la temporada 07/08 va presentar al costat d'Hugo Gatti el programa de resums dels partits de lliga Club de futbol a TVE2.
El setembre de 2008 va iniciar una nova etapa, en la qual va abandonar els espais radiofònics que presentava a Punto Radio, a més del fet que en la presentació de Club de fútbol en TVE2 va ser substituït per Marcos López. Va presentar a Intereconomía TV Punto Pelota a la mitjanit, un programa de debat esportiu on participen diversos convidats i periodistes capdavanter de la franja nocturna de la TDT. Al novembre de 2009 va ser nomenat Director General d'Esports del Grupo Intereconomía, càrrec que compatibilitzarà amb el seu programa estrella nocturn de la cadena de Julio Ariza, de la que fou acomiadat a finals de 2013 i el presentador i molts dels seus col·laboradors van anar a Atresmedia, on dirigeix i presenta el programa l'informatiu d'esports a La Sexta "Jugones". Això també ho compagina amb el programa "El chiringuito de Jugones un programa de caràcter esportiu on es fan debats sobre les últimes notícies dels equips de futbol.
En una entrevista l'any 2016, Pedrerol es va posicionar per primer cop a favor d'un equip de futbol. Encara que sempre s'havia especulat amb una certa simpatia cap al Reial Madrid, el presentador de Jugones i d'El Chiringuito de Jugones va declarar que és aficionat del Futbol Club Barcelona.